# Andreas Zünd
Pour les articles homonymes, voir Zünd.
Andreas Zünd, est un juriste suisse né le 8 février 1957 à Niederwil.
Il est juge à la Cour européenne des droits de l'homme depuis le 29 mars 2021.

## Biographie

### Origines et études
Andreas Zünd naît le 8 février 1957 à Niederwil, dans le canton d'Argovie. Il y passe toute son enfance. Son père est enseignant ; sa mère, couturière.
Après des études de droit à l'Université de Berne de 1978 à 1982, il obtient son brevet d'avocat en 1984, puis un doctorat dans la même université.

### Parcours professionnel
Son premier poste est celui de greffier au Tribunal cantonal du canton d'Argovie, de 1986 à 1987. Il est ensuite notamment greffier au Tribunal fédéral à la deuxième Cour de droit public jusqu'en 1996, puis juge fédéral suppléant au  même tribunal jusqu'en 2004.
Le 17 décembre 2003, il est élu par l'Assemblée fédérale juge au Tribunal fédéral pour succéder à Martin Schubarth, en tant que membre du Parti socialiste. Il y exerce pendant 17 ans, d'abord à la deuxième Cour de droit pénal jusqu'en 2009, puis à celle de droit public, qu'il préside à partir de 2010. Spécialiste du droit d'asile et du droit des étrangers, il y représente le courant dit internationaliste et se voit reprocher « d'avoir une interprétation politique du droit, notamment [...] [lors] de décisions qui ont donné à la priorité à la CEDH et à l'accord sur la libre circulation des personnes avec l'UE plutôt qu'à l'initiative sur les renvoi des criminels étrangers acceptée par le peuple ».
Il est en parallèle chargé de cours en droit constitutionnel, droits fondamentaux et droits de l'homme à l'Université de Saint-Gall.

#### Juge à la Cour européenne des droits de l'homme
Il est élu le 26 janvier 2021 à la Cour européenne des droits de l'homme par l’Assemblée parlementaire du Conseil de l'Europe, en remplacement de Helen Keller (de). Il est le deuxième juge au Tribunal fédéral à y siéger après Antoine Favre (les quatre autres élus suisses étaient tous professeurs de droit). 
Le 11 juillet 2023, il fait partie des quatre juges (sur sept) qui condamnent la Suisse dans l'affaire Caster Semenya (imposition d'un traitement hormonal faisant diminuer le taux de testostérone pour participer aux compétitions sportives dans la catégorie féminine),.
Il fait également partie des 17 juges de la Grande Chambre qui condamnent la Suisse le 9 avril 2024 pour inaction climatique dans l'affaire Verein Klimaseniorinnen Schweiz et autres contre Suisse,.

### Parcours politique
Il adhère au Parti socialiste lors de son stage d'avocat à Wohlen. Il en est membre du législatif de 1984 à 1987.